# Poligráf
A poligráf (a görög poli = sok és graph = írás szavakból) egy – főként az igazságügyi szakértői tudományterületen vagy bűnügyi vizsgálat során használt – sokhelyütt jogilag is releváns eljárásmód segédberendezése. Története egészen 1921-ig nyúlik vissza, amikor is először tanulmányozták ezen jelenséget, továbbá az első készüléket létrehozták erre a célra (Larson). A fiziológiai attribútumok valótlan tények állításakor műszeres szinten tapasztalható mérhető változásának jelenségét ugyanakkor néhány évvel korábban már egy olasz orvos, Benussi leírta 1914-ben. Mindazonáltal a poligráf jogi érvénybe és általánosnak mondható használatba csak 1923 körül került, amikor Marstonnak (USA) sikerült elérnie, hogy egy vizsgálat eredményét egy eljárás során figyelembe vegyék (Dist. of Columbia, Állam kontra Frye).

## A poligráfia alapelve
A vizsgálattal a válaszadások során fellépő szorongás mutatható ki. A kimutatott szorongás kiugró értékeiből arra következtetnek, hogy az adott válasz erős érzelmi reakciót váltott ki – ez pedig hazugság kísérőjelensége is lehet. Az elvi működése azon alapszik, hogy a test valamely élettani aktivitása miként változik pszichológiai nyomás alatt, melyből közvetlenül lehet következtetni arra, hogy a vizsgált alany állítása igaz-e vagy sem. Az első alkalmazása óta számos tanulmány támasztotta már alá megbízhatóságát, míg jó néhány éppen cáfolni igyekezett azt.
A poligráfiás vizsgálat legtöbb esetben először a vizsgáló személy és a vizsgált alany közti ún. teszt előtti beszélgetéssel kezdődik, melynél magáról az eljárásról, a procedúra lefolyásáról, a teszt esetleges kimeneteléről folytatnak diskurzust. A vizsgáló ekkor megfigyelést tesz a vizsgált személyről, annak viselkedéséről, valamint már előre eldöntheti milyen jellegű kérdéseket tesz föl. Az adott ügy komplexitásától függően a tesztet megelőző beszélgetés fél órától egészen 2 óráig is eltarthat (Krapohl, Sturm – 2001).

### A poligráf berendezés működési elve
A modern poligráfok természetszerűleg már nem papírra regisztrálják a kapott jeleket, hanem egy megfelelő szoftver közvetlenül dolgozza fel a mért értékeket. A Keeler által meghatározott eredeti poligráf modell nem sokat változott. Három főbb értéket mér, nevezetesen a kardiovaszkuláris aktivitást, a légzésfunkciót és az elektrodermális aktivitást - más néven a GSR-t. A szívműködés fokozódása, továbbá a légzésaktivitás növekedése a szimpatikus idegrendszer útján noradrenalint szabadít fel, míg ugyanennek a csökkenése acetilkolin elválasztását eredményezi. Ha a vérnyomás hirtelen változik, nyomás-érzékeny baroreceptorok észlelik annak infinitezimálisan kis változását.
Különböző külső és belső ingerek, a megnövekedett fizikai vagy mentális aktivitás, valamely veszélynek az előérzete és általánosságban olyan specifikus izgalmi állapot megannyi hatásmechanizmus útján képes befolyásolni az említett fiziológiás állapothatározókat. Ezek ugyanakkor nemcsak személyenként térhetnek el , hanem egy ugyanazon egyén esetén is, ha a körülmények mások (Berntson, Cacioppo, Binkley, Quigley, Fieldstone, 1994). Továbbá tudvalevő, hogy a vérnyomáshemodinamikája az emberi interakciókban, pszichofiziológiai rendszerek működése nyomán eltérő válaszreakciókat generál. Ez annyira specifikus egy adott személyiség valamint a szituáció tekintetében, hogy a poligrafikus vizsgálatot végző szakember számára felhasználható.
A légzésaktivitás egy kissé problémásabb ebben a tekintetben, mivel a vegetatív és a központi idegrendszer szabályzása alatt is áll. Az előbbi vezérlő központja a nyúltvelő és a vezérlés alapja jórészt a vér oxigén- és szén-dioxid koncentrációjának változása, amelyet centrális és periferiális kemoreceptorok érzékelnek és továbbítanak a központ felé. A központi idegrendszeri szabályzás ettől eltérően az akaratlagos szabályzásnak is teret enged, amely nyilvánvalóan nehézséget jelent a vizsgálatban. Ugyanakkor megjegyzendő, hogy finoman hangolt elektromechanikai érzékelőrendszereket csak igen fegyelmezett légzéstechnikával lehet akaratlagosan befolyásolni.
Az elektrodermális aktivitás mindhárom információs csatorna közül a legérzékenyebb és a legmegbízhatóbb. A kültakaró elektromos vezetése és ellenállása egyértelműen meghatározott a verejtékmirigyekhez csatlakozó autonóm idegrendszeri elvezetések működési fázisai által. Bár a mirigyek posztganglionáris neurotranszmittere az acetilkolin, függetlenek az adrenalin és noradrenalin elválasztásától – eltérően a keringési– és légzőrendszeri elemektől. Ez a vizsgálat folyamán az akaratlagos ráhatást, ezzel a teszteredmény befolyásolásának lehetőségét minimalizálja.
A tényleges jelelvezetések a három információs csatorna esetében a következők. A kardiovaszkuláris aktivitás változásának detektálásához rendszerint szfigmomanométert alkalmaznak, melyet a klinikai gyakorlatban is használnak. Egy másik alternatív megoldás a fotoelektromos pletizmográf, amelyet ujjakra vagy a fülre erősítenek. A készülék infravörös (7000 – 9000 Å) hullámokat bocsát a szövetbe, amely az ereken áthaladó vörösvérsejtekről visszaverődve egy fotoszenzoron halad át. A berendezés a kibocsátott és visszavert hullám intenzitáskülönbségét méri, amelyet egy megfelelő szoftver elemez. A berendezés a kibocsátott és visszavert hullám intenzitáskülönbségét méri, amelyet egy megfelelő szoftver elemez. A légzésfunkciót be– illetve kilégzéskor egy a mellkasra erősített ballon segítségével analizálják. Bármely változást egy nyomás transzduktor regisztrálja. Az ennél a módszernél megbízhatóbb és nagyságrendekkel pontosabb technológiai eljárás a piezoelektromos légzés transzduktor. Mindkét eljárási metódus lényegében a be– és kilégzési szakaszok hosszát analizálja. Az elektrodermális aktivitást az ujjakra vagy a tenyérre csatolt elektródákkal mérik. A teszt folyamán alaphelyzetben egy minimális áramot kapcsolnak a rendszerre, hogy a standard ellenállást, elektromos vezetést regisztrálják.

## A poligráf vizsgálatot befolyásoló tényezők
A vizsgálatot elsősorban két tényező fennállása befolyásolja:
- érvényesség
- megbízhatóság

Az érvényesség ezen belül számos komponens együttes függvényének a mértéke, többek közt:
- elsődleges érvényesség
- tartalmi érvényesség
- járulékos (differenciális) érvényesség
- kritérium érvényesség

### A kritérium érvényesség
A poligráfiás vizsgálat eseti kimenetelét rendszerint a vizsgálatot lefolytató szakértő a vizsgált személyt érintő komplex és számos aspektust magában foglaló feltáró munka felállítása előzi meg. Ez azt jelenti, hogy az alany klinikai pszichológia státuszát, úgymint viselkedésélettani jellegzetességeit már a procedúra lefolytatása előtt felállítják. Lyon (1936), Peters (1982), Edwards (1991) külön vizsgálták, mi áll annak a jelenségnek a hátterében, hogyan befolyásolja a körülmények ismerete és a poligráfiás vizsgálat eredménye az esetet elemző szakértőt a végső konklúzió meghozatalában. 100 fiatalkorút vizsgálva 80 bizonyult pozitívnak (megtévesztő), míg 20 ezek közül a valóságnak megfelelő volt. A kísérleti alanyok közül összesen 7 eredménye bizonyult igaznak, miután terhelő tárgyi bizonyítékok kerültek elő. 33 alany poligráfiás elemzéssel összekötött pozitív (hamis) eredményű vizsgálata később igazolást nyert a vizsgálat utáni vallomás során.

### Kontroll kérdések
A kontroll-kérdések rendszerét először J. Reid (1975) vetette fel. Úgy vélte a korábban alkalmazott ún. lényeges–mellékes (releváns–irreleváns) eljárási metódus bizonyos tekintetben korlátozott hatáskörű és részben kijátszható volt. Úgy gondolta, hogy abban az esetben, ha a vizsgált személy a kikérdezés alatt észreveszi, hogy a feltett kérdések lényegtelenek, a vizsgálat inkonzekvenssé válhat. Ebbe a szekcióba jobbára olyan kérdések tartoznak, melyek nincsenek kapcsolatban az adott esettel, hanem elvont, általános módon kötődnek a vizsgálati ügyhöz. A kontroll vagy összehasonlító kérdések elvi értelme az, hogy bizonyíthatóan a vizsgálatban részt vevő ártatlan tesztalany érzelmileg sokkal hevesebben fog reagálni a kontroll kérdésekre (függetlenül a tartalmától), míg az adott ügyben vétkes személy inkább a ténykérdésekre reflektál nyugtalanabbul.
A Reid-féle összehasonlító teszt az egyik első generációja a kontroll-kérdés tesztnek, melynek alapkoncepciója, hogy a vizsgált személy nem mond igazat. A teszt nagyrészt a morális kérdéskörbe tartozó kontrollkérdéseket használ a procedúra során.
A stimulációs teszt (stim teszt) egyes esetekben a tesztet megelőző felmérés során vagy a kiértékelések között használják. A teszt célja, hogy a vizsgázót valamely kérdés során hazugságra késztessék mégpedig egészen bagatell tárgykörben. Ennek a célja az, hogy az alanyban megerősítsék a poligráfiás vizsgálat kikezdhetetlenségét, ezzel a félrevezető válaszadás hiábavalóságát.
A rejtett információs teszt alapelve az, hogy a kérdező egy adott eset kivizsgálásával kapcsolatban legalább egy valós és több olyan hamis állítással kapcsolatban tesz fel kérdéseket, amelyeket csak az ügyben közvetlenül érintett nyomozó vagy tettes ismer, egyébként nem publikus információk. A teszt ugyanakkor csak meghatározott esetben használható fel, nevezetesen ha valamely specifikus jelenség vagy aktivitás figyelhető meg a szóban forgó eset kapcsán. Ilyen módon a leírt vizsgálati mód nem alkalmazható tipikus priorálási szituációkban, amikor egy kulcskérdéssel kapcsolatban csak eldöntendő válaszok lehetségesek.

#### A kontroll-kérdések hátrányai
Számos probléma vetődött fel ezzel a módszerrel kapcsolatban (Ben-Shakhar, 2002), beleértve a következőket. Először is, habár a metódus bizonyos értelemben módszertanilag előrelépést hozott a releváns-irreleváns vizsgálati technikához képest, ugyanakkor a válaszadó félelmének, miszerint nem hisznek neki, és az ebből fakadó hibás kiértékelésnek az előfordulását nem sikerült kiküszöbölni. Másodszor a kérdező szándékosan félrevezeti a vizsgált személyt. Ez annyiban fontos, hogy a kérdések hatására generált érzelmi hullám a vizsgált ügyben ártatlan személy esetében csak ilyen módon tudja igazolni annak vétlenségét. Ehhez hozzátartozik az is, hogy számos országban az ilyen eljárásba bevont tesztalanyok félrevezetése és az ebből kapott teszteredmény jogilag nem hatályos. Harmadsorban a teszt úgyszólván nem szabványosított, ami csupán abban nyilvánul meg, hogy más bűnügyi eseteknél más és más kontroll kérdések szükségesek a megfelelő eredmény eléréséhez. Ehhez hozzátartozik az is, hogy ilyen esetben nagyban a kérdezőn múlik szintén, milyen összehasonlító kérdéseket tesz föl.

## A poligráf általános használata
A poligráf feltalálása után sokáig általános használatban volt bizonyos jogi és egyéb területeken, azonban később, mind az Amerikai Egyesült Államokban, mind Európában már csak speciális eljárási ügyekben és egyes szervezetekhez kapcsolódó nyomozások alkalmával veszik igénybe. Az USA-ban a poligráfiás vizsgálatok jogi hatályosságát a States Employee Polygraph Protection Act mondta ki 1988-ban. Megjegyzendő, hogy a lefolytatott vizsgálatok jelentős hányadát védelmi szervezetek, hírszerző ügynökségek megbízásából végzik.

### Klinikai használat
A módszer kidolgozása óta számos alkalommal használták klinikai gyakorlatban. Ilyen módon például:
- olyan személyek azonosítása esetében, akik feltételezhetően (vagy saját elmondásuk alapján) amnéziában szenvednek
- szexuális indíttatású bűncselekmények valószínűsíthető elkövetőinek vizsgálata során (Towell, 2000; Emerick & Dutton, 1993; Wilcox, 2000)
- bizonyos mentális kórokok bizonyításának vagy elvetésének kivizsgálásakor

### Szexuális bűncselekmények poligráfiás vizsgálata[5]
Köztudott, hogy a legtöbb szexuális bűnelkövető saját ilyen irányú tevékenységének, illetve az azt kiváltó személyiségjegyek felszínrekerülését mind inkább titkolni igyekszik (Ahlmeyer, Heil, McKee & English, 2000). Ennek egyik legszembeötlőbb aspektusa a szégyen erőteljes megjelenése az adott személy hétköznapi aktivitása alatt (Gudjonsson, 2008).
Gudjonsson és Sigurdssson (2000) jó néhány összehasonlító tanulmányt tett közzé nemi erőszakot tevő személyek vallomásait vizsgálva. Ebben az derült ki, hogy a gyermekbántalmazók és nagyobb arányban tesznek beismerő vallomást, mint más szexuális bűncselekmények elkövetői (61%). Mindezekből és a bizonyítási eljárás komplikált voltából adódóan következik, hogy a poligráfiás vizsgálat elterjedése számottevően könnyítette a jogi procedúrát. Grubin (2002) szerint a poligráfiás vizsgálatok hasznossága igen sokrétű, ti. nem csupán egy adott eset megoldásában releváns, hanem egy sor szociálpszichológiai jellegzetesség monitorozható általa. Többek között:
- az áldozatok száma és az elkövetés jellege
- az elkövetők profilja
- deviáns viselkedéstípusok és magatartásformák

Grubin és mts-ai (2002) 50 résztvevőből álló vizsgálati projektet folytatott le, gyermekbántalmazások elkövetőivel. A tesztet három fázisban folytatták le, a már ismert tesztet megelőző beszélgetés (a), maga a teszt (b) és a teszt utáni kontrollkérdések, melynél felvetették a lehetőségét annak, hogy amennyiben hamis választ adott a vizsgált személy, annak elismerése esetén azt enyhítő körülményként veszik figyelembe. A vizsgált személyek 97%-nak esetében nyilvánvalóvá vált, hogy legalább egy személyiségbeli kockázati faktort felmutattak a próbaidőre bocsátásuk során. A vizsgálat célja a kezdeményezők részéről az volt, hogy – mint már korábban néhány alkalommal – a poligráfiás analízis az elkövetők előtti megingathatatlansága és megkérdőjelezhetetlensége eltántorítsa azokat a bűnismétlés lehetőségétől.

## A poligráfia etikai és jogi vonatkozásai
A poligráfia alkalmazása megannyi erkölcsi és emberjogi összefüggést vethet fel, még abban az esetben is ha a jogi kereteit törvények szabályozzák. A vizsgálatot csak a tesztalany írásos beleegyezésével szabad végezni, amelyet a vizsgálat közben is bármikor visszavonhat. A vizsgálat nem végezhető el ugyanakkor mentális befolyásoltság alatt álló személyek és egészségügyi problémával rendelkezőknél. Egyes országokban (pl. Szerbia) a poligráfiás teszt eredménye mint bizonyíték nem vehető figyelembe, ugyanakkor segítheti a nyomozást vagy a beismerő vallomás megtételét.

## Érvényessége
Az eredmény nem 100%-osan megbízható, mivel az alany szoronghat más okból is és tudatos hazugság esetén ellenőrzése alatt tarthatja a szorongás bizonyos jeleit. A poligráfos teszt eredményei PDD (psychophysiological detection of deception) vizsgálatoknál is kétségbe vonhatók. A poligráf könnyedén kijátszható, egyszerű, biológiai folyamatok szabályzásával, mivel az eredmény pontosan ezekre épül. Ilyen például, a légzés szabályzása, ami egyaránt befolyásolja a vérnyomást és a pulzust is; valamint a gép által megfigyelt tényezők kijátszhatóak a feltett kontroll kérdések alatti mesterséges stressz kiváltásával, amitől a pulzus, valamint a vérnyomás megugrik, így az esetleges "hazugságok" során nem kapunk kiemelkedően eltérő eredményeket a kontroll kérdésektől (ilyen mesterséges stressz például a nyelv harapása válaszadás előtt). A bőr elektromos vezetőképességét befolyásolhatja például, ha a vizsgált alany a vizsgálat ideje előtt kezet mosott (a folyékony szappan maradványai miatt, vagy épp a szándékos felvitel miatt is). Tehát, a tények ismeretében, kevés logikával, és odafigyeléssel, a gép átverhető, mint minden gép. Ezáltal az eredmények hitelessége könnyen kérdőre vonható.